# Emergency (Organisation)

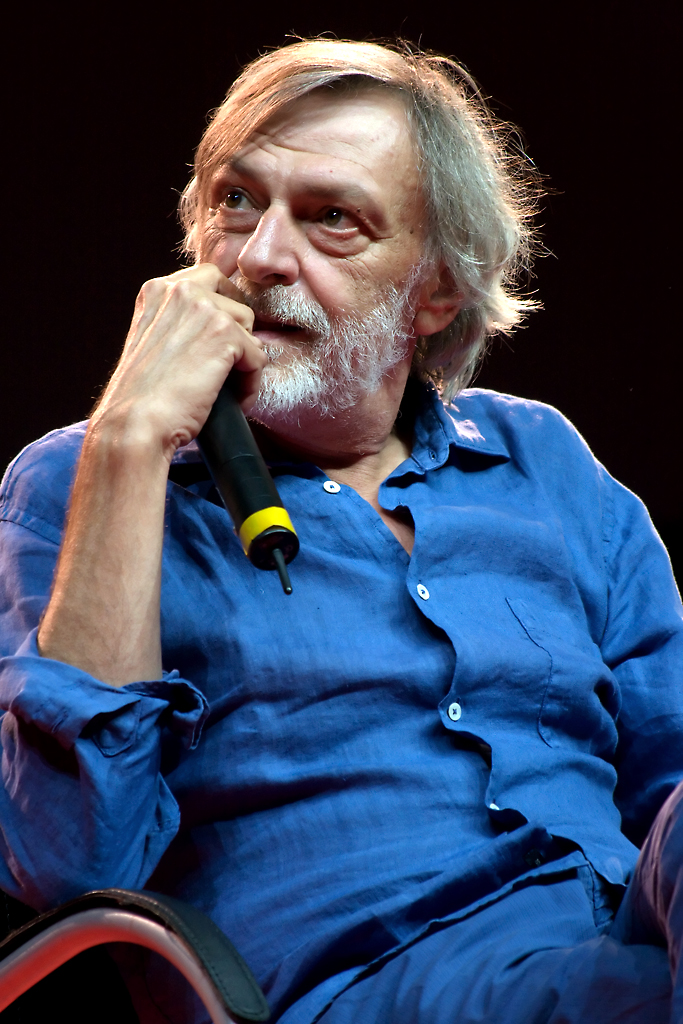
Gino Strada (2010)

Emergency ist eine humanitäre Nichtregierungsorganisation, die zivilen Armut- und Kriegsopfern medizinische Hilfe leistet.
Sie wurde 1994 vom italienischen Feldchirurgen Gino Strada gegründet. In den Krankenhäusern, Kliniken und Rehabilitationszentren von Emergency wurden bis 2019 mehr als 10.000.000 Patienten kostenlos behandelt.
Die Hilfsorganisation wurde 2003 mit dem Antonio-Feltrinelli-Preis ausgezeichnet und seit 2006 ist Emergency offizieller Partner der UNO-Hauptabteilung Presse und Information. Ihr Gründer Gino Strada wurde 2015 „für die Schaffung hervorragender medizinischer und chirurgischer Nothilfe für die Opfer von Konflikt und Ungerechtigkeit und für seinen furchtlosen Einsatz gegen die Ursachen von Krieg“ mit dem Right Livelihood Award ausgezeichnet.

## Grundsätze
Emergency wurde gegründet, um kostenlose hochwertige medizinische und chirurgische Versorgung für Opfer von Kriegen, Landminen und Armut anzubieten. Die Organisation baut Krankenhäuser und Kliniken, die allen zugänglich sind. Alle Einrichtungen von Emergency werden von einem internationalen spezialisierten Team konzipiert, errichtet und geleitet. Ein besonderer Schwerpunkt ist die Aus- und Weiterbildung von einheimischem Personal.
Emergency fördert die Kultur des Friedens, die Solidarität und die Achtung der Menschenrechte.

## Einsätze
Die Hilfsorganisation strebt an, unabhängig, unparteiisch und so neutral wie möglich zu handeln, um zu ermöglichen, in Krisenregionen wirkungsvoll humanitäre Hilfe zu leisten. Sie ist in Afghanistan, im Irak, in der Zentralafrikanischen Republik, in dem Sudan, in Sierra Leone, Uganda und Italien tätig. Dort errichtet und betreibt Emergency Krankenhäuser für Kriegsverletzte und chirurgische Notfälle, Zentren zur physischen und sozialen Rehabilitation von Landminen- und anderen Kriegsopfern, ein Mutterschaftszentrum, Erstversorgungseinrichtungen zur Behandlung von Verletzungen und Sanitätszentren zur medizinischen Basisversorgung.
Abgeschlossene Einsätze von Emergency befanden sich in Ruanda, Eritrea, Palästina, Algerien, Kosovo, Angola, Nicaragua, Sri Lanka, Kambodscha und Libyen.

### Afghanistan
1999 baute Emergency im Dorf Anabah im Kaschmirtal eine ehemalige Kaserne in ein chirurgisches Zentrum für Kriegsopfer um. Um den Bedürfnissen der Bevölkerung gerecht zu werden, kam sehr bald die Unfallchirurgie dazu.
2003 wurde im inneren Bereich des Krankenhauses eine pädiatrische und eine Abteilung für Innere Medizin eröffnet. Bald darauf wurde in der Nähe des Hauptgebäudes eine Entbindungsklinik neu erbaut. Ein vorgeburtliches Programm für Frauen, die in abgelegenen Dörfern wohnen, wurde in Betrieb genommen. Im Zentrum werden Frauen und Neugeborene in einem Teil des Landes behandelt, in dem eine der weltweit höchsten Mutter- und Säuglingssterblichkeitsraten zu verzeichnen ist. Für die Frauen aus den abgelegenen Dörfern gibt es ein ambulantes pränatales Hilfsprogramm.
Im Frühjahr 2001 eröffnete Emergency ein zweites chirurgisches Zentrum in Kabul, das zum maßgeblichen traumatologischen Zentrum des ganzen Landes wurde. Im Jahre 2003 wurde eine Intensivstation mit 6 Betten eröffnet, und seit August 2005 ist die Anlage der Computertomographie in Betrieb.
Im September 2004 eröffnete Emergency ein drittes Krankenhaus in Laschkar Gah, der Hauptstadt der Region Helmand. Das Tiziano-Terzani-Krankenhaus ist die einzige Institution, die kostenlose und qualitative medizinische Assistenz in einem Kriegsgebiet leistet.
In stark verminten Gegenden, in denen es keinerlei sanitäre Einrichtungen gibt, unterhält Emergency ein Netz von mehr als 30 Erste-Hilfe-Posten und Sanitätszentren. Diese Einrichtungen sind rund um die Uhr geöffnet. Von dort aus werden dringende Fälle nach Notversorgung mit einem Krankenwagen in das nächste Krankenhaus gefahren. Seit 2001 führt Emergency ein Programm für die medizinische Versorgung der Häftlinge der größten Gefängnisse des Landes. Außerdem hat Emergency ein Projekt zur Unterstützung von Kriegswitwen umgesetzt.

### Irak
1995 hat Emergency das Krankenhaus von Choman, ein Dorf im kurdischen Irak, an der Grenze zum Iran, wiedereröffnet.
1996 und 1998 wurden chirurgische Zentren Arbil und Sulaimaniyya eröffnet, die kostenlos hochwertige ärztliche Versorgung an Kriegs- und Minenopfer anbieten. In beiden Zentren sind bald darauf Spezialabteilungen für Verbrennungen und Wirbelsäulenverletzungen eingerichtet worden.
Nachdem das lokale Personal völlig selbständig arbeiten konnte und die kurdische Verwaltung in der Lage war, die Strukturen finanziell zu unterhalten, hat Emergency entschieden beide Zentren und die zweiundzwanzig Erste-Hilfe-Posten dem lokalen Gesundheitsministerium zu übergeben. Die vollständige Übergabe der Zentren an die kurdischen Gesundheitsbehörden ist im Mai 2005 abgeschlossen worden. Im Laufe der letzten 9 Jahre haben sowohl die beiden Zentren Arbil und Sulaimaniyya als auch das E.H.P.-Netz von Emergency mehr als 330.000 Patienten gepflegt.
1998 hat Emergency in Sulaimaniyya ein Rehabilitationszentrum eröffnet: das "Teresa Sarti Rehab-Centre". Das Zentrum hat eine Abteilung für Physiotherapie und eine Werkstatt zur Herstellung von Prothesen und Schienen. Es fördert zudem die soziale Integration von ehemaligen Patienten durch Ausbildung in handwerklichen Berufen und unterstützt finanziell die Eröffnung von Geschäften und Handwerkerkooperativen. Das Reha Zentrum und die Werkstatt zur Prothesenherstellung laufen weiter unter der Leitung von Emergency.

### Sudan
Vom Frühjahr 2004 bis zum Sommer 2005 hat Emergency die Krankenhäuser von Mellit und Al-Fashir im Norden Darfur unterstützt. Es wurde ein OP-Block eingerichtet mit zwei OP-Räumen, einem Sterilisierungsraum und 20 Betten.
In der Umgebung von Khartum, wo ca. 2 Millionen Vertriebene in Unterkünften wohnen ohne irgendeine Grundversorgung, hat Emergency ein Pädiatrie-Zentrum eröffnet.
Das Zentrum, das im Flüchtlingslager Mayo liegt, ist die einzige Struktur, die ca. 300.000 Menschen kostenlos eine medizinische Grundversorgung angedeihen lässt. Neben der ambulanten Behandlung verfügt dieses Zentrum über die Möglichkeit, Patienten auch für eine kurze Behandlungsdauer aufzunehmen. Es hat auch einen Krankenwagen, um schwerere Fälle in die städtischen Krankenhäuser verlegen zu können. Seit dem Frühjahr 2006 gibt es einen Dienst zur Nachbehandlung zu Hause und zur hygiene- und gesundheitsbezogenen Aufklärung. Zwei einheimische Mitarbeiter, die vom internationalen Personal von Emergency ausgebildet wurden, kümmern sich darum. Im Pädiatriezentrum von Mayo werden darüber hinaus auch schwangere Frauen medizinisch begleitet, und Kinder bis zu 5 Jahren werden im Rahmen eines Immunisierungsprogramms behandelt.
Im April 2007 hat Emergency in Soba, einem am Blauen Nil gelegenen Dorf 20 km von Khartum entfernt, das Herzchirurgiezentrum Salam eröffnet. Das Zentrum Salam (auf Arabisch Frieden) ist die erste völlig kostenlose Facheinrichtung auf dem afrikanischen Kontinent, die Patienten aus mehr als 16 Ländern pflegt. Es handelt sich um ein hochtechnologisches Zentrum, das mit innovativen und umweltfreundlichen Technologien gebaut wurde.

### Sierra Leone
Ende 2000 hat Emergency in Goderich, in der Nähe von Freetown, ein Projekt begonnen, das zunächst nur für Kriegsopfer bestimmt war. Eine verlassene Klinik wurde renoviert, und zum Chirurgieblock kamen neue Gebäude dazu, um aus dem Krankenhaus ein hochqualifiziertes Zentrum zu machen. Hier werden Unfallopfer, Poliopatienten und Patienten mit orthopädischen Problemen behandelt. Im Lauf der Zeit sind die Aufnahmekriterien auf alle dringenden chirurgischen Eingriffe ausgedehnt worden.
Im Frühjahr 2002 wurde ein pädiatrisches Zentrum eingeweiht, um der steigenden Anzahl der kleinen Patienten gerecht werden zu können. Im Jahr 2003 hat Emergency von der Regierung ein weiteres Grundstück erhalten. Es wurden zwei weitere Krankenstationen erbaut. Auf einer dieser Stationen werden Kinder mit Malaria, Anämie, Atemwegs- und Darmerkrankungen stationär behandelt.
Ab 2005 wird im pädiatrischen Zentrum ein Programm gegen die Unterernährung eingeführt, das außer der Kinderpflege immer auch die Teilnahme der Mütter an Hygiene- und Ernährungskursen vorsieht. Im selben Bereich entwickelte Emergency ab Juni 2008 in Zusammenarbeit mit der Universität Parma ein kalorievoll hyperproteinisches Nahrungsmittel für unterernährte Kinder, das nur aus örtlichen Zutaten einfach zubereitet werden kann. Wird Seife dort hausgemacht, so nehmen Kinder leider häufig ätzendes Soda ein, deswegen hat Emergency 2006 ein Programm für die endoskopische Erweiterung der Speiseröhre geleitet.
In der Kinderklinik läuft seit 2005 ein Programm gegen Unterernährung, welches außer Kinderernährung auch die Einbindung der Mütter in Hygiene und Ernährungskurse vorsieht. Gegenwärtig sind das chirurgische Zentrum und das Pädiatrie-Zentrum die einzigen Einrichtungen in Sierra Leone, die eine kostenlose medizinische Versorgung anbieten und sich um die Ausbildung von Chirurgen und Anästhesisten in einem Land kümmern, das noch immer unter den Folgen eines langen und schweren Konflikts zu leiden hat.
2014 hat Emergency auch ein Rettungszentrum für den Fall des Ausbruchs von Ebola eröffnet.

### Zentralafrikanische Republik
Seit Mai 2007 hat Emergency auch ein regionales Pädiatrie-Projekt ins Leben gerufen, um Fachzentren in den Nachbarländern des Sudan zu gründen. Diese Zentren werden nicht nur eine kostenlose pädiatrische Grundversorgung anbieten, sondern werden die herzkranken Patienten überwachen und begleiten, die im Zentrum Salam operiert werden sollen. Der Bau des ersten Pädiatrie-Zentrums begann 2008 in Bangui, der Hauptstadt der Zentralafrikanischen Republik.
Das Pädiatrie-Zentrum in Bangui behandelt täglich etwa 20 Frauen und 80 Kinder (und Neugeborene), es bietet ein pränatales Hilfsprogramm an und überwacht die Aus- und Weiterbildung von zentralafrikanischem Personal.

### Italien
Seit 2006 hat Emergency in Palermo, Venedig und Kalabrien (Italien), drei Polyambulanzen eröffnet mit dem Ziel, die nationale medizinische Grundversorgung für Migranten (mit oder ohne Aufenthaltsgenehmigung) zu ergänzen und effizienter zu gestalten. Folgende Dienste werden angeboten: Pädiatrie, Dermatologie, Zahnheilkunde, Augenheilkunde, HNO-Behandlung, Obstetrik, Gynäkologie, Kardiologie, Psychiatrie und Psychologie.
Die Polyambulanz ist ein kostenloses Gesundheitszentrum, das insbesondere für Migranten gedacht ist, aber auch für immer mehr italienische Bedürftige zugänglich ist. Wegen der wirtschaftlichen Krise erfahren immer mehr Leute in Italien eine ständige Verletzung der Menschenrechte.

### Seenotrettung nach Europa
Die Aktivisten betreiben seit Dezember 2022 das 51-Meter lange Rettungsschiff Life Support, das mit 28 Besatzungsmitgliedern im Mittelmeer unterwegs ist, um Migranten in Seenot aufzunehmen.

## Spendenquellen
Emergency wurde als gemeinnütziger Verein in Italien im Jahr 1994 gegründet, um Kriegs- und Minenopfern Hilfe in Form von medizinischer Behandlung und Rehabilitation zu leisten. Während der ersten vier Jahre der Gründung wurde eine freiwillige Bilanz veröffentlicht. Seit 1998, aufgrund der Anerkennung der Gemeinnützigkeit, wird die Jahresbilanz entsprechend der gesetzlichen Regelung des Landes erstellt. Seit dem 19. August 1999 ist Emergency eine regierungsunabhängige Organisation, die offiziell vom italienischen Außenministerium anerkannt ist.
Die finanziellen Mittel von Emergency sind größtenteils persönliche Spenden von zahlreichen Einzelpersonen.

## Sektionen
Ehrenamtliche Unterstützer von Emergency sind heute im Vereinigten Königreich, in Belgien, Österreich, Deutschland, Hongkong und in den USA tätig. Emergency ist auch in Großbritannien, Japan, in Österreich, in der Schweiz und Belgien als gemeinnütziger Verein anwesend.

## Ehrenamt
Das Ehrenamt spielt eine sehr wichtige Rolle für den Erfolg von Emergency. In Italien sind etwa 5000 Freiwillige tätig, die auf 200 Gruppen und 22 örtliche Referenten unterteilt sind. Sie spielen eine wesentliche Rolle in der Beeinflussung der öffentlichen Meinung. Sie tragen wesentlich dazu bei, durch Vorträge, eine Kultur des Zusammenlebens zu verbreiten und betätigen sich in Geldsammlungen mit Hilfe von Werbefestmalen u. a.